# 벤타블랙
벤타블랙은 대한민국의 래퍼다. 2018년 싱글 《가려져》로 데뷔했다.

## 방송
- 쇼미더머니 11 (2022) - Top53

## 음반
- 가려져 (2018)
- HiGHQUAL. SOUND (2021)
- My Life (2021)

## 피처링
- 진월 <RICH> (2020)